# (2012) Guo Shou-Jing
(2012) Guo Shou-Jing ist ein Asteroid des Hauptgürtels, der am 9. Oktober 1964 am Purple-Mountain-Observatorium in Nanjing entdeckt wurde. 
Benannt ist der Asteroid nach dem chinesischen Mathematiker und Astronomen Guo Shoujing.